# Рёдерн (Хунсрюк)
Рёдерн (нем. Rödern) — община в Германии, в земле Рейнланд-Пфальц.
Входит в состав района Рейн-Хунсрюк. Подчиняется управлению Кирхберг. Население составляет 198 человек (на 31 декабря 2010 года). Занимает площадь 2,72 км².
Ранее это место называлось Имцинруден (Imzinruden, расчистка или вырубка в Иммо). Первые документы подтверждающие существование фермы в Рёдерне относятся к 1250-1260 годам. Здесь находились лесопилка и мельница.